# Rue Marcel Buts
La rue Marcel Buts (en néerlandais : Marcel Butsstraat) est une rue bruxelloise de la commune de Woluwe-Saint-Pierre qui va de l'avenue Père Damien à la rue François Gay sur une longueur totale de 120 mètres.

## Historique et description
Son nom vient de Marcel-Florent Buts, militaire domicilié dans la rue du Duc voisine, mort le 14 mai 1940 lors de la campagne des 18 jours,  (Seconde Guerre mondiale). Il est inhumé au cimetière communal de Woluwe-Saint-Pierre.

## Situation et accès
Courte voie reliant la rue François Gay à l'avenue Père Damien, la rue Marcel Buts se compose de deux tronçons reliés l'un à l'autre selon un angle obtus. Le premier, long d'une trentaine de mètres, se situe dans le prolongement de la rue Jean-Gérard Eggericx. Il est réalisé vers 1909 par l'architecte Fernand Conard et devait se prolonger jusqu'à l'avenue de Tervueren, un projet qui ne fut jamais concrétisé. Le second, long d'une septantaine de mètres, résulte de l'élargissement, approuvé par l'arrêté royal du 22 novembre 1930, d'une partie d'un ancien chemin vicinal, le Vloedgroebbe, qui menait anciennement de la rue du Duc à la rue du Bémel.

## Inventaire régional des biens remarquables

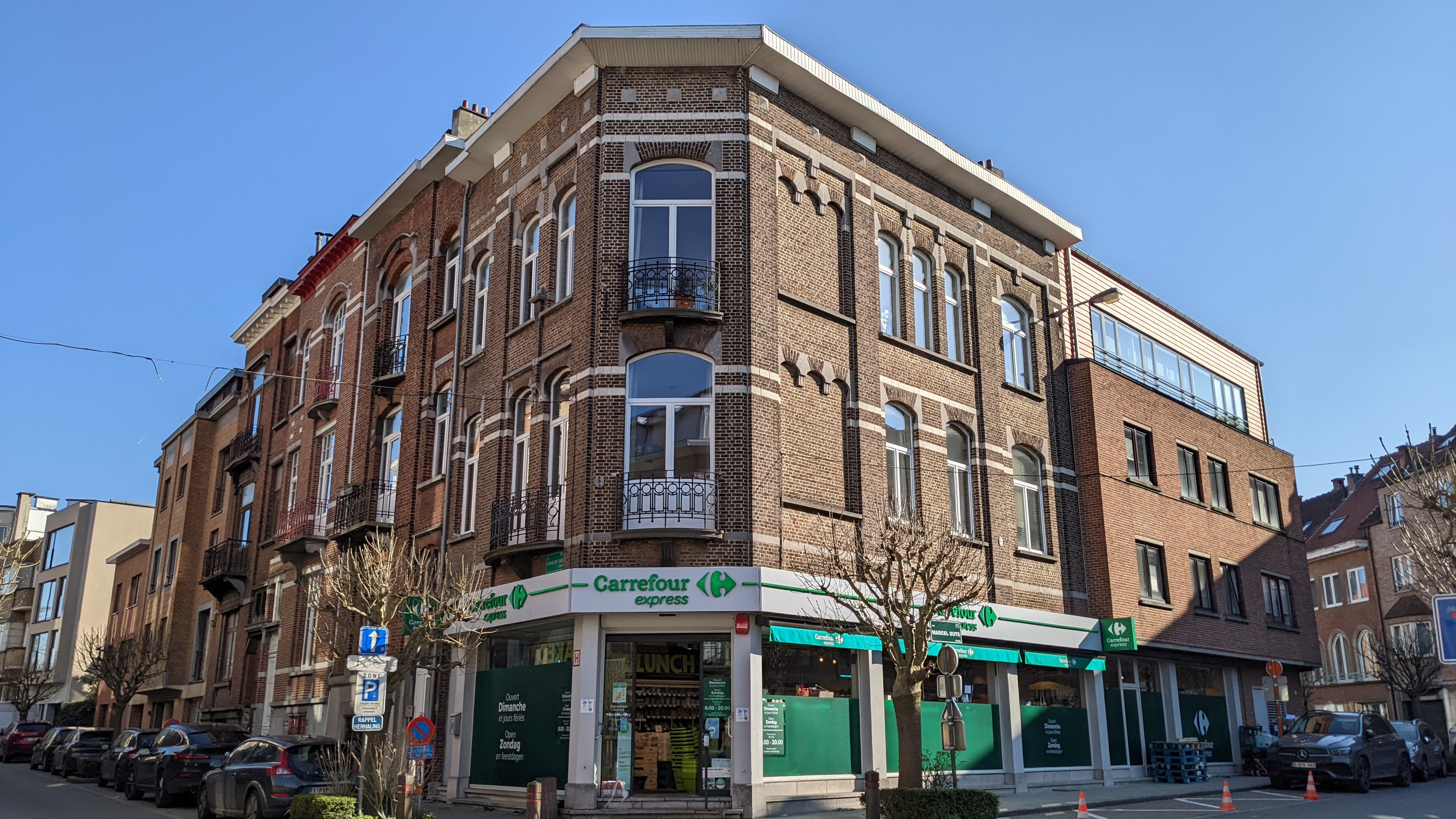
Au no 11, une maison d'inspiration éclectique construite en 1911 (architecte inconnu), maison formant l'angle avec la rue Rue François Gay. Façade de briques, rehaussée de pierre bleue. Balcons à garde-corps en ferronnerie géométrique[4].
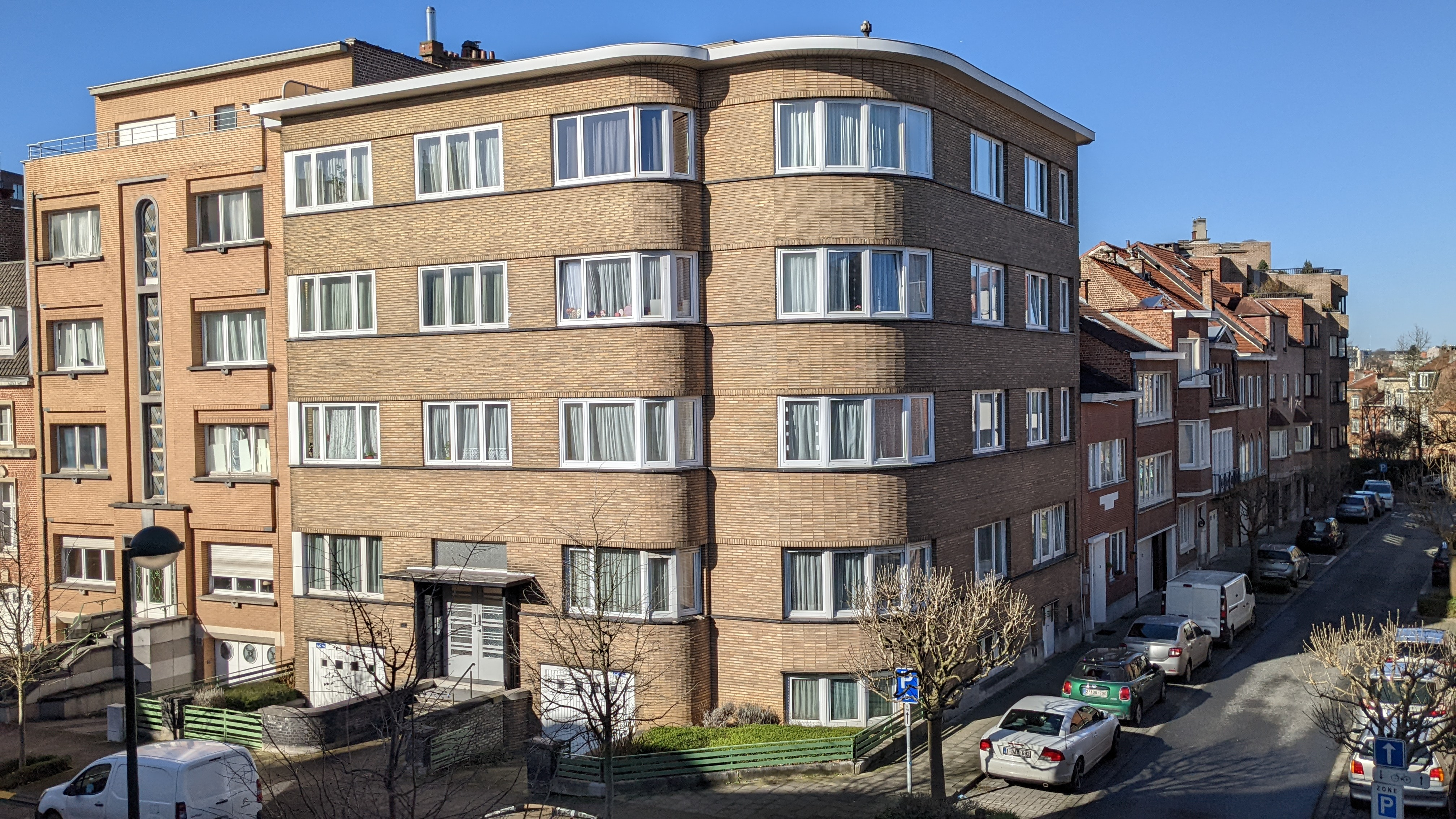
Un immeuble à appartements de quatre niveaux sur caves hautes construit en 1938 par l'architecte H. W. Straatman, entrée principale par l'avenue Père Damien no 24[5].